# ان‌جی‌سی ۳۴۴
ان‌جی‌سی ۳۴۴ (انگلیسی: NGC 344) نام یک کهکشان مارپیچی در صورت فلکی نهنگ است.